# Reserva natural nacional Wolong
La Reserva Natural Nacional Wolong (en xinès: 臥龍自然保護區, xinès simplificat: 卧龙自然保护区, pinyin: Wòlóng Zìránbǎohùqū) és un àrea protegida situada al departament de Wenchuan de la Prefectura d'Aba, a la província de Sichuan a la Xina. Fundada en 1963, la reserva cobreix una àrea d'unes 200.000 hectàrees a la regió de les Muntanyes Qionglai. Existeixen 4.000 espècies diferents registrades en la reserva. Alberga més de 150 pandes gegants, una espècie altament amenaçada. La reserva és també llar de moltes altres espècies en perill, incloent pandes vermells, rinopitecs  daurats, cérvols de Thorold i una gran diversitat de plantes. Wolong rep 100.000 visitants a l'any.

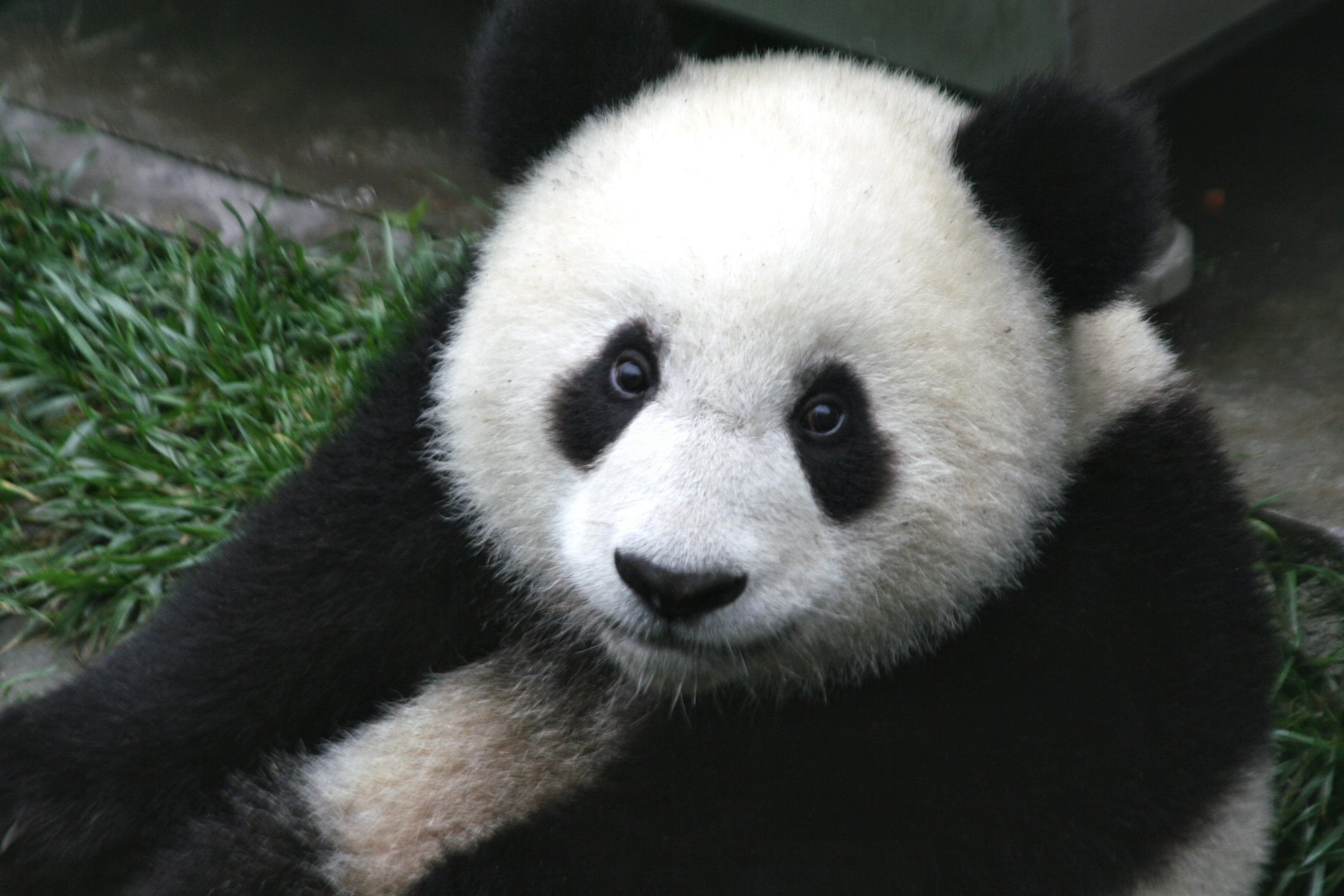
Ós panda de 7 mesos d'edat a la Reserva Natural Wolong, en Sichuan.

## Centre de recerca
Al juny de 1980, va ser fundat el centre de recerca i conservació xinès per al panda gegant en Wolong, gràcies als esforços de l'organització no governamental WWF i el govern xinès. Aquest centre ha facilitat la recerca sobre pandes gegants i ha fet possible la seva reproducció amb el naixement i desenvolupament reeixit de 66 ossets de panda gegant.

## Ubicació

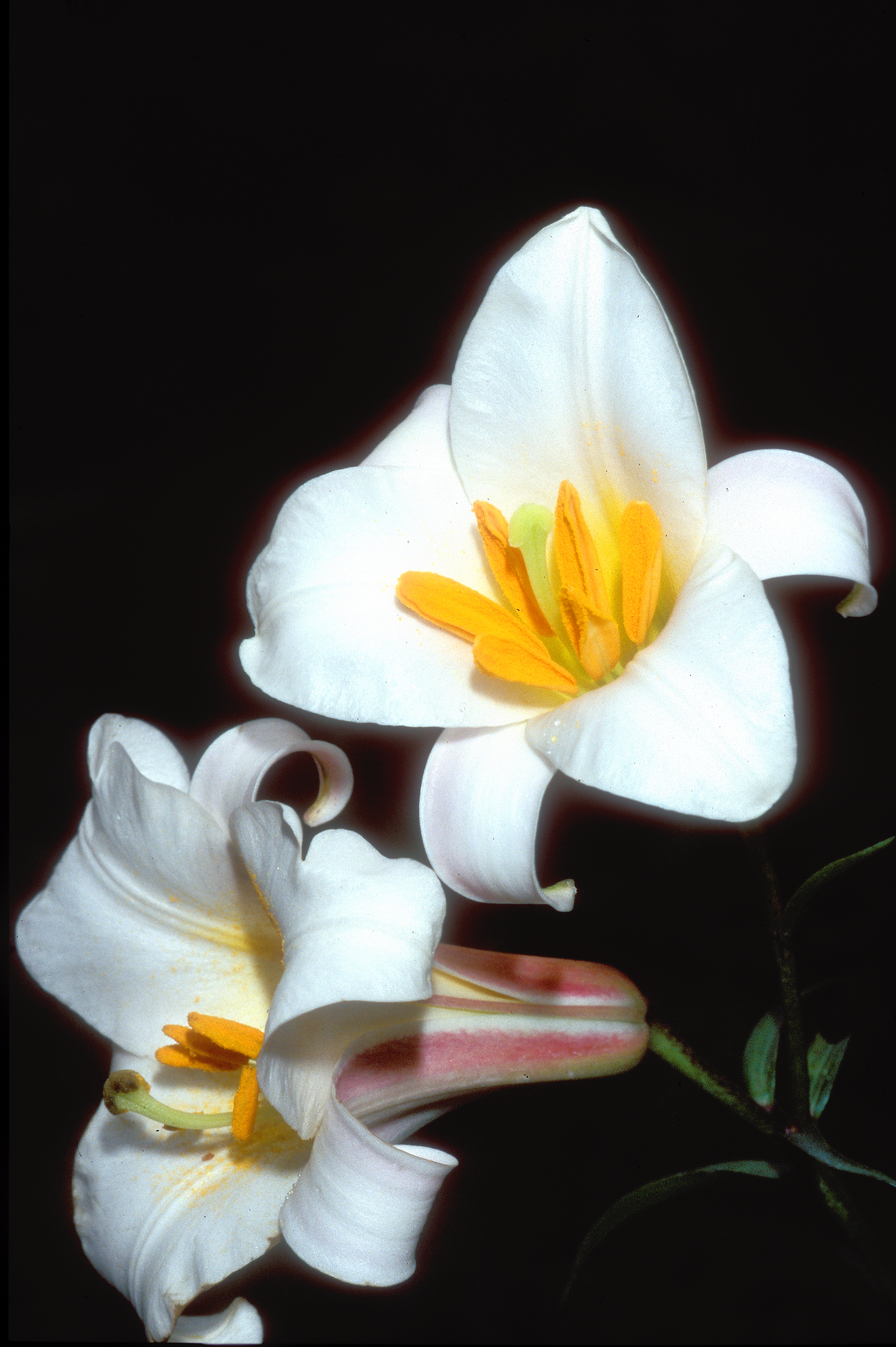
Lilium regali, una flor nativa local.

Un rierol discorre al llarg de la vall Wolong, on se situa la reserva. El corrent està protegit per blocs de pedra i petits còdols. L'aigua que porta el corrent és bastant alcalina, amb nivells de pH en el rang de 8,91. La terbolesa de la qualitat de l'aigua és bastant alta a causa de l'extensiva mineria de sorra i grava en el torrent.
Segons una recerca de 2001 duta a terme pel Dr. Jianguo Liu de la Universitat Estatal de Michigan, la taxa de destrucció és major després de la creació de la reserva que abans de la seva fundació. A través de l'ús d'imatges per satèl·lit de la NASA i registres de població, l'equip de recerca de Liu va concloure que a causa del turisme i de l'increment de la població local, la reserva està enfrontant una amenaça sense precedents. Així, Liu va declarar «que els turistes no pensen que tenen un impacte en l'hàbitat del panda, però indirectament cada visitant té algun impacte. No ens veiem com una força destructiva, però ho som».